# لورنتستو
لورنتستو (ایتالیایی: Lorenzetto؛ ‏ ۲۳ ژوئن ۱۴۹۰ – ۱۵۴۱) معمار و مجسمه‌ساز ایتالیایی دوران رنسانس و از شاگردان رافائل بود. وی با خواهر جولیو رومانو، یکی دیگر از شاگردان رافائل ازدواج کرد.
وی بعدها به همکاری رافائلو دا مونتلوپو یکی از پیکره‌های مقبرهٔ رافائل را در پانتئون ساخت و در بنای مقبره‌های کلمنت هفتم و لئون دهم مشارکت داشت. در اینجا وی ساختِ تندیس‌های فرعی رابه عهده داشت و ساختِ مجسمه اصلی به بارتولومئو باندینلی سپرده شد.